# 佩特里夫希納
49°37′42″N 26°17′26″E / 49.62833°N 26.29056°E
彼得里夫什奇納（烏克蘭語：Петрівщина）是位於烏克蘭西部的村莊，由赫梅利尼茨基州裡赫梅利尼茨基區的沃洛奇斯克市鎮負責管轄。該村始建於1925年，面積0.66平方公里，海拔高度290米，2001年人口35，人口密度每平方公里53人。